# Caesaropolis
Caesaropolis (łac. Diœcesis Cæsaropolitanus) – stolica historycznej diecezji w Cesarstwie Bizantyńskim (prowincja Macedonia), współcześnie znajdująca się na terenie Grecji. Od XVII wieku katolickie biskupstwo tytularne, wakujące od 1990 roku.

## Biskupi tytularni
| Lp. | Biskup                | Od                | Do                |
| --- | --------------------- | ----------------- | ----------------- |
| 1   | François Picquet      | 5 maja 1677       | 26 kwietnia 1683  |
| 2   | Stanisław Bedliński   | 27 września 1683  | 1689              |
| 3   | Franciszek Komornicki | 28 lutego 1774    | 10 maja 1780      |
| 4   | Ludwik Górski         | 17 września 1781  | 25 września 1799  |
| 5   | Giuseppe Pecci        | 22 listopada 1839 | 1 marca 1841      |
| 6   | Zsigmond Deáky        | 12 lipca 1841     | 29 grudnia 1872   |
| 7   | John Power            | 20 maja 1873      | 12 czerwca 1873   |
| 8   | John Hedley OSB       | 22 lipca 1873     | 18 lutego 1881    |
| 9   | Pierre-Paul Stumpf    | 13 maja 1881      | 17 listopada 1887 |
| 10  | Félix Midon MEP       | 23 marca 1888     | 15 czerwca 1891   |
| 11  | Stefano Porro         | 14 grudnia 1891   | 23 marca 1904     |
| 12  | Ivan Šarić            | 24 kwietnia 1908  | 2 maja 1922       |
| 13  | Hermann Sträter       | 19 czerwca 1922   | 16 marca 1943     |
| 14  | Marco Glaser          | 10 czerwca 1943   | 25 maja 1950      |
| 15  | Alexandru Todea       | 4 lipca 1950      | 14 marca 1990     |